# Juan Coloma (III conde de Elda)
Juan Coloma (1591-1638), III conde de Elda, fue un noble y militar español.

## Biografía
Formado en las armas junto a su padre, Antonio Coloma y Saa y su tío Carlos en Portugal y Flandes. Casado con Guiomar Fernández de Espinosa y de Saa en 1613 con quien tuvo tres hijos: Juan Andrés, quien heredó el título, Cristóbal que llegó a ser miembro del Consejo de Estado y Carlos, oidor de la Real Audiencia de Valencia.
Accedió al título en 1619 incorporándose al entorno del rey y debiendo enfrentarse a una grave situación económica en el Condado como consecuencia de la expulsión de los moriscos y que terminó con la intervención de la Corona en 1621 para garantizar los pagos y el sostenimiento de la familia, situación que se atemperó dos años más tarde.
La mejora económica le permitió en 1628 realizar una oferta a Felipe IV para adquirir el Señorío de Sax y arrebatárselo al marqués de Villena, colindante con sus posesiones, pero finalmente la resistencia de los sajeños y el pago de una importante suma al erario real evitó el cambio.
| Predecesor: Antonio Coloma y Saa | Conde de Elda 1619-1638 | Sucesor: Juan Andrés Coloma |

- Datos: Q5948838